# Victor Kupradze
Victor Dmitrievich Kupradze (Kela, 2 de novembro de 1903 — Tiflis, 25 de abril de 1985) foi um matemático georgiano.

## Obras
- Randwertaufgaben der Schwingungstheorie und Integralgleichungen, Hochschulbücher für Mathematik, 1956